# Gentiana pedata
Gentiana pedata är en gentianaväxtart som beskrevs av H. Smith. Gentiana pedata ingår i släktet gentianor, och familjen gentianaväxter. Inga underarter finns listade i Catalogue of Life.